# Пржибрам, Альфред
Альфред Пржибрам (нем. Alfred Francis Přibram, англ. Alfred Francis Pribram; 1 сентября 1859, Лондон — 7 мая 1942, Ричмонд) — австрийский и британский историк и преподаватель.
Родился в еврейской семье, происходившей из Вены, был старшим из пяти детей. С 1878 по 1883 год изучал философию и историю в Венском университете; в 1882 году получил докторскую степень, в 1881—1883 годах учился в Австрийском институте исторических исследований. В 1887 году получил звание приват-доцента, в 1894 году экстраординарного, в 1900 году титулярного и в 1913 году ординарного профессора средневековой и новой истории Венского университета. В 1919 году стал членом-корреспондентом Венской академии наук, но в 1938 году, после аншлюса Австрии нацистами, был исключён из академии из-за своего еврейского происхождения. В 1939 году вместе с несколькими коллегами эмигрировал в Великобританию, где прожил до конца жизни.
Главными темами его исследований были история дипломатии при Леопольде I, международные договоры Австро-Венгрии в 1879—1914 годах, причины начала Первой мировой войны. Ряд своих работ написал на английском языке, в том числе «England and the International Policy of the Great Powers 1871-1914» (1931).
Издал «Auswärtige Akten Oesterreich» (в собрании «Urkunden und Aktenstücke des Kurf. Fliedrich-Wilhelm v. Brandenburg», Берлин, 1890), «Österreichische Staatsverträge. England» (1907—1913).

## Работы
- «Oesterreich und Brandenburg 1655—1686 u. 1688—1700» (Инсбрук, 1884 и Прага, 1885),
- «Die Berichte des kaiserlichen Gesandten Franz von Lisola aus den Jahren 1655—1660» (Вена, 1887),
- «Zur Wahl Leopold I» (ib., 1888),
- «Beitrag zur Geschichte des Rheinbundes von 1658» (1888),
- «Aus englischen und französischen Archiven und Bibliotheken» (в «Mitteilungen des Instituts für oesterreichische Geschichtsforschung», 1887),
- «Franz Paul Freiherr v. Lisola (1613—1674) und die Politik seiner Zeit» (Лейпциг, 1894).